# ブルース・マグース
ブルース・マグース（Blues Magoos）は、アメリカのサイケデリック・ロック、ガレージロック・バンド。ニューヨークのブロンクスで結成。前身のバンドは「トレンチコート (The Trenchcoats)」。

## 来歴
1966年にファースト・アルバム『サイケデリック・ロリポップ』をリリース。サイケデリックという言葉をタイトルとして初めて冠したアルバムだといわれる。
シングル「恋する青春 (We Ain't Got) Nothing' Yet」は全米5位のヒットを記録した。
また「Love Seems Doomed」はLSDのもじり、「Albert Common Is Deadha」はACIDのもじりといわれ、当時のサイケデリック・ブームを反映している。
5枚のアルバムをリリースしたのち1970年に解散。2008年に再結成している。

## メンバー
- ラルフ・スカラ (Ralph Scala) - keyboards, organ, piano, Vocals (1964年-1969年、2008年- )
- エミール・チールヘルム (Emil "Peppy" Thielhelm) - guitar, vocals (1964年-1970年、2008年- )
- ジェフ・デイキン (Geoff Daking) - drums & percussion (1965年-1969年、2008年- )
- マイク・シリベルト (Mike Ciliberto) -guitar, vocals (2008年- )
- ピーター・スチュアート・コーマン (Peter Stuart Kohman) -bass, vocals (2008年- )

旧メンバー
- ロン・ギルバート (Ron Gilbert) - bass (1964年-1969年)
- デニス・ル・ポア (Dennis LePore) - guitar (1964年-1965年)
- ジョン・フィニガン (Jon Finnegan) - drums & percussion (1964年-1965年)
- マイク・エスポジト (Mike Esposito) - guitar (1965年-1969年)
- ロジャー・イートン (Roger Eaton) - bass (1969年-1970年)
- エリック・カズ (Eric Kaz) - keyboards (1969年-1970年)
- リッチー・ディクソン (Richie Dickon) - drums & percussion (1969年-1970年)
- ジョン・レイロー (John Leillo) - percussion (1969年-1970年)

## ディスコグラフィ

### スタジオ・アルバム
- 『サイケデリック・ロリポップ』 - Psychedelic Lollipop (1966年) ※カナダ15位[1]
- 『エレクトリック・コミック・ブック』 - Electric Comic Book (1967年) ※カナダ14位[2]
- 『ブルース・リヴォルーション - ブルース・マグースの世界』 - Basic Blues Magoos (1968年)
- 『ネヴァー・ゴーイン・バック・トゥ・ジョージア』 - Never Goin' Back to Georgia (1969年)
- 『ガルフ・コースト・バウンド』 - Gulf Coast Bound (1970年)
- Psychedelic Resurrection (2014年)

### コンピレーション・アルバム
- 『タバコ・ロード サイケデリック・ブルース・マグース』 - Tobacco Road (1967年)
- 『恋する青春 パイプ・ドリーム〜ベスト・オブ・ブルース・マグース』 - Kaleidescopic Compendium: The Best Of The Blues Magoos (1992年)
- The Mercury Singles (1966-1968) (2016年)